# Mike Gabriel
Michael „Mike“ Gabriel (* 5. November 1954 in Long Beach, Kalifornien) ist ein US-amerikanischer Animator und Filmregisseur.

## Leben
Gabriel studierte Animation an der CalArts und kam 1979 zu Disney Animations, wo er als Assistent am Film Cap und Capper mitarbeitete. Als Animator war er 1982 an Walt Disneys Fun with Mr. Future beteiligt, später folgten Disney-Animationsfilme wie Taran und der Zauberkessel (1985), Basil, der große Mäusedetektiv (1986) und Oliver & Co. (1988). Mit Hendel Butoy führte Gabriel beim 1990 erschienenen Bernard und Bianca im Känguruhland erstmals Regie. Seine bisher letzte Regiearbeit war der Animationskurzfilm Lorenzo, für den Gabriel 2005 eine Oscarnominierung in der Kategorie Bester animierter Kurzfilm erhielt.

## Filmografie
- 1981: Cap und Capper (The Fox and the Hound)
- 1982: Fun with Mr. Future
- 1985: Taran und der Zauberkessel (The Black Cauldron)
- 1986: Basil, der große Mäusedetektiv (The Great Mouse Detective)
- 1988: Oliver & Co. (Oliver & Company)
- 1990: Bernard und Bianca im Känguruhland (The Rescuers Down Under)
- 1995: Pocahontas
- 1998: Pocahontas 2 – Die Reise in eine neue Welt (Pocahontas II: Journey to a New World)
- 2004: Lorenzo
- 2004: Die Kühe sind los! (Home on the Range)
- 2008: Bolt – Ein Hund für alle Fälle (Bolt)
- 2009: Küss den Frosch (The Princess and the Frog)
- 2011: Winnie Puuh (Winnie the Pooh)
- 2012: Merida – Legende der Highlands (Brave)
- 2012: Frankenweenie

## Auszeichnungen
- 1990: Los Angeles Film Critics Association Awards, LAFCA Award Beste Animation, für Bernard und Bianca im Känguruhland
- 2004: Cristal d’Annecy, Festival d’Animation Annecy, für Lorenzo
- 2005: Oscarnominierung, Bester animierter Kurzfilm, für Lorenzo
- 2005: Annie Award, Bester animierter Kurzfilm, für Lorenzo